# 압둘카데르 다카
압둘카데르 다카(아랍어: عبد القادر دكة, 생몰년: 1985년 1월 10일 ~ )는 시리아의 축구 선수로, 현재 수비수로 활동하고 있다.